# Croixanvec
Croixanvec korábbi község Franciaországban, Morbihan megyében. Lakosainak száma 173 fő (2019. január 1.). Croixanvec Hémonstoir, Saint-Gonnery, Saint-Gérand és Kergrist községekkel határos.
2022. január 1-jén Saint-Gérand korábbi községgel egyesült és az így létrejött Saint-Gérand-Croixanvec új község része lett.

## Népesség
A település népességének változása:
| Lakosok száma | 181  | 152  | 154  | 164  | 156  | 157  | 165  | 169  | 168  | 173  |
|               | 1968 | 1975 | 1990 | 1999 | 2006 | 2013 | 2015 | 2016 | 2018 | 2019 |